# Martin Stahnke
Martin Stahnke (født 11. november 1888 i Briesen, Brandenburg, død 28. februar 1969 i Frankfurt am Main) var en tysk roer, som deltog i de olympiske lege 1908 i London og 1912 i Stockholm.
Stahnke blev sammen Willy Düskow nummer to i toer uden styrmand ved de tyske mesterskaber i 1908, og de kom derpå med til OL samme år. Her var der kun fire både til start, men banen var så smal, at der kun var plads til to både, så man måtte gennem en indledende runde (semifinale). Her mødte Stahnke og Düskow en britisk båd, der vandt, mens tyskerne ikke gennemførte. Guldet gik til en anden britisk båd, og skønt der ikke på den tid blev uddelt andet end guldmedaljer, regnes modstanderne i finalen som sølvvindere, mens den canadiske båd, der havde tabt den anden semifinale, sammen med tyskerne som tabende semifinalister anses som bronzevindere.
Ved legene fire år senere deltog Stahnke i singlesculler, og han vandt sit førsterundeopgør mod en australsk roer. I kvartfinalen blev han besejret af briten Wally Kinnear, der senere vandt finalen.